# Mastrinka (Trogir)
Mastrinka falu Horvátországban Split-Dalmácia megyében. Közigazgatásilag Trogirhoz tartozik.

## Fekvése
Trogir központjától 3 km-re keletre, Dalmácia középső részén Čiovo szigetének északi részén fekszik. Közút köti össze a szomszédos Arbanijával, Žednóval és Trogirral.

## Története
A település csak 2001-ben vált külön a szomszédos Arbanijától. Lakossága 2011-ben 947 fő volt, akik a turizmus mellett mezőgazdaságból (szőlő- és olívatermelés) éltek.

## Lakosság
| Lakosság változása | Lakosság változása | Lakosság változása | Lakosság változása | Lakosság változása | Lakosság változása | Lakosság változása | Lakosság változása | Lakosság változása | Lakosság változása | Lakosság változása | Lakosság változása | Lakosság változása | Lakosság változása | Lakosság változása | Lakosság változása |
| ------------------ | ------------------ | ------------------ | ------------------ | ------------------ | ------------------ | ------------------ | ------------------ | ------------------ | ------------------ | ------------------ | ------------------ | ------------------ | ------------------ | ------------------ | ------------------ |
| 1857               | 1869               | 1880               | 1890               | 1900               | 1910               | 1921               | 1931               | 1948               | 1953               | 1961               | 1971               | 1981               | 1991               | 2001               | 2011               |
| 0                  | 0                  | 0                  | 0                  | 0                  | 0                  | 0                  | 0                  | 0                  | 0                  | 0                  | 0                  | 0                  | 0                  | 932                | 947                |

(1991-ig adatait Arbanijához számították.)

## Nevezetességei
Tengerpartjának köves és aprókavicsos strandjai elsősorban a csendre vágyóknak nyújtanak ideális helyet a pihenésre.